# Metaiulus pratensis
Metaiulus pratensis är en mångfotingart som beskrevs av Blower och Robert Allen Rolfe 1956. Metaiulus pratensis ingår i släktet Metaiulus och familjen kejsardubbelfotingar. Inga underarter finns listade i Catalogue of Life.